# Instytut Techniki Górniczej KOMAG
Instytut Techniki Górniczej KOMAG – instytut naukowy mieszczący się w Gliwicach w województwie śląskim. Zajmuje się prowadzeniem, analizą i wdrażaniem wyników badań naukowych i prac rozwojowych różnych sektorów przemysłowych, w tym sektorze wydobywczym i przeróbczym w górnictwie.
Instytut organizuje również sympozja, wykłady, konferencje, targi i seminaria naukowe.

## Historia

### Lata 50.
Instytut rozpoczynał jako Centralne Biuro Konstrukcji Maszyn Górniczych. Zostało utworzone na mocy Zarządzenia Ministra Górnictwa z 5 maja 1950 roku. Dyrektorem biura został Janusz Dietrych, profesor Politechniki Śląskiej. Sprawował tę funkcję do 1952 roku.
W instytucie powstał pierwszy zbudowany w kraju kombajn KW-52.
W 1950 roku powołano Dział Normalizacji Centralnego Biura Konstrukcji Maszyn Górniczych. W latach 1950–1956 opracowywał normy i dokumentację urządzeń takich jak skrzynie przekładniowe, wozy kopalniane.
Na mocy zarządzenia Ministra Górnictwa z dnia 1 stycznia 1951 r. instytucję przemianowano na Biuro Konstrukcji Maszyn Górniczych. W 1951 r. powstała Rada Naukowa biura, jej przewodniczącym został Mieczysław Lesz, gdzie funkcjonował do 1953 roku. Jego zastępcą (1954-1955 r.) został Franciszek Jopek, a następnie (1955-1960 r.) Jan Mitręga.
W 1952 r. dyrektorem Biura Konstrukcji Maszyn Górniczych został Jan Zyzak, pozostał nim do 1961 r. W tym czasie powstały pierwsze opracowania dokumentacji technicznej o numerze G, pierwsza seria ładowarek zasięrzutnych ŁZK-1P i pierwsze zakładowe normy ZN.
W następnych latach tworzono filmy instruktażowe dla górników, opracowania dokumentacji technicznej z obszaru maszyn wyciągowych pierwszy poradnik pt. „Przenośniki zgrzebłowe lekkie jedno łańcuchowe PZL-1-15c, PZL-1-25c. Poradnik nr 1: opis, obsługa, eksploatacja, części zmienne”.
W 1957 r. Centralne Biuro Konstrukcji Maszyn Górniczych zostało połączone z Instytutem Mechanizacji Górnictwa. Następnie zostało przekształcone w Instytut Doświadczalno-Konstrukcyjny Przemysłu Węglowego, który później przemianowano na Zakłady Konstrukcyjno-Mechanizacyjne Przemysłu Węglowego (ZKMPW). Zadaniem Zakładów było wdrażanie nowych meto eksploatacji węgla kamiennego.

### Powstanie KOMAG-u
Na początku 1975 r. na podstawie Zarządzenia nr 52 Ministra Górnictwa i Energetyki z dnia 19 grudnia 1974 r. z ZKMPW wydzielono Zakład Budowy Maszyn Doświadczalnych, Kopalnię Doświadczalną M-300 i Zakład Doskonalenia Kadr. Z pozostałej części utworzono Centralny Ośrodek Projektowo-Konstrukcyjny Maszyn Górniczych KOMAG. Został on organizacyjnie podporządkowany Zjednoczeniu Przemysłu Maszyn Górniczych POLMAG.
W 1979 r. na podstawie Zarządzenia nr 17 Ministra Górnictwa z dnia 29 czerwca 1979 r. do KOMAGu włączono Ośrodek Projektowo-Technologiczny Maszyn Górniczych ORTEM. Zmieniono nazwę na Centrum Konstrukcyjno-Technologiczne Maszyn Górniczych KOMAG.
Na podstawie Zarządzenia nr 142 Ministra Górnictwa i Energetyki z dnia 1 sierpnia 1982 r. utworzono przedsiębiorstwo państwowe o nazwie Centrum Mechanizacji Górnictwa KOMAG.
1 stycznia 2009 roku nazwa została zmieniona na Instytut Techniki Górniczej KOMAG.

## Dyrektorzy
- Janusz Dietrych (1950–1952)
- Jan Zyzak (1952–1961)
- Aleksander Osuch (1962–1974)
- Zbigniew Korecki (1975–1978)
- Wojciech Skoczyński (1978-1987)
- Zygmunt Student (1987–1990)
- Leszek Jarno (1991–1997)
- Andrzej Meder (1999–2008)
- Małgorzata Malec (2009–2019)
- Dariusz Prostański (od 2019)[8]